# Йонас Яблонскіс
Йо́нас Ябло́нскіс (лит. Jonas Jablonskis; 30 грудня 1860, село Кубілеляй, нині Шакяйського району — 23 листопада 1930, Каунас) — литовський мовознавець, просвітитель і педагог.
З 1919 року жив у Каунасі. У 1922—1926 роках викладав у Каунаському Литовському університеті.
Яблонскіс підкреслював особливу роль освіти й школи в політичному та культурному житті народу, боровся за національну литовську школу, загальну безплатну початкову освіту для всіх, за різнобічну освіту дорослих тощо. Створив ряд підручників литовської мови для шкіл різних ступенів.